# Justice League vs. The Fatal Five
Justice League vs. The Fatal Five es una película  animada de superhéroes estrenada Directamente para vídeo de 2019 producida por Warner Bros. Animation y DC Entertainment. Con el equipo de DC Comics del mismo nombre creado por Gardner Fox, la película es la trigésima cuarta de la serie de películas animadas originales del Universo DC. Se anunció por primera vez en la Comic-Con de San Diego el 20 de julio de 2018, y tuvo su estreno mundial en la WonderCon Anaheim 2019 el 29 de marzo de 2019, se lanzó en Digital HD el 30 de marzo de 2019 y en 4K Ultra HD, Blu-ray y DVD el 16 de abril de 2019. La película presenta a Elyes Gabel y Diane Guerrero junto a Kevin Conroy, Susan Eisenberg y George Newbern repitiendo sus papeles como Batman, Mujer Maravilla y Superman, respectivamente, del universo animado de DC.

## Argumento
En el siglo 31, Mano, Tharok y Persuader de los Cinco Fatales atacan la sede de la Legión de Super-Héroes por su esfera temporal. Star Boy, Saturn Girl y Brainiac 5 intentan contenerlos pero fallan. Justo cuando los villanos activan la esfera, Star Boy salta hacia ellos y es llevado. Al llegar al siglo XXI sobre la Tierra, Star Boy activa una trampa explosiva Brainiac 5 programada, atrapando a los villanos dentro de la esfera en un campo de estasis. Star Boy desciende en Gotham City mientras que la esfera termina en Metrópolis. Star Boy descubre que su suministro de medicamentos, necesarios para estabilizar su mente, fue destruido en su duro aterrizaje. Como su medicina aún no existe, el comportamiento cada vez más errático de Star Boy hace que Batman lo detenga y lo envíe a Arkham. Superman recoge la máquina del tiempo bloqueada por estasis y la lleva a la sede de la Liga de la Justicia para su análisis.
Diez meses después, Jessica Cruz está luchando con el trauma de su casi muerte por un asesino que mató a sus amigos, lo que la hace temer salir de su apartamento. A su ansiedad se suma que un anillo de Linterna Verde la eligió y que Mujer Maravilla sigue tratando de reclutarla para la Liga de la Justicia. En Gotham, Miss Martian está tratando de demostrar su valía ante Batman para ser miembro de la Liga, pero su inexperiencia va en contra de sus buenas intenciones. Mientras intenta descubrir el secreto de la extraña esfera, Mister Terrific derriba el campo de estasis y libera a sus ocupantes. Superman y Mister Terrific luchan contra ellos, pero Superman es herido por el hacha de Persuader y los villanos escapan.
La memoria de Star Boy se refresca con un informe de noticias de la pelea, y escapa de Arkham. Los miembros de la Liga de la Justicia comparan notas sobre estos misteriosos asaltantes y descubren que son viajeros en el tiempo; y de uno de los desvaríos de Star Boy, Batman deduce que están detrás de Jessica. Cuando los tres villanos atacan a Jessica, Star Boy acude a su rescate, seguido de Superman, Batman, Mujer Maravilla, Mister Terrific y Miss Martian, quienes los obligan a huir después de una dura lucha. Como consecuencia, Star Boy y Jessica forman una estrecha amistad.
Para saber más sobre su invitado del futuro, Batman instruye a la señorita Martian a conectar telepáticamente sus mentes y las de Jessica con los recuerdos de Star Boy, aprendiendo así sobre la Legión. Son testigos de una batalla entre la Legión (Chameleon, Dawnstar, Tyroc, Mon-El, Shadow Lass y, más tarde, Brainiac 5, Saturn Girl y Star Boy) y los Cinco Fatales, que terminó con la captura de la amante de Mano, Emerald Empress y Validus; como no había prisión que pudiera retenerlos en el siglo 31, la Legión los llevó a Oa en el pasado. Al despertar, la Liga recibe un ultimátum de Mano: Rendirse a Jessica o todas las ciudades estadounidenses serán destruidas por las bombas creadas por Tharok. Los primeros atentados comienzan en Metrópolis, lo que obliga a la Liga de la Justicia a mudarse. Abandonada con Star Boy en la Atalaya, Tharok contacta a Jessica a través de su anillo, lo que la obliga a entregarse a los Cinco y permitirles la entrada a las celdas de la prisión de Oa. A pesar de la interferencia de Kilowog y Salaak, Emerald Empress y Validus son liberados, y cuando Jessica se defiende, Persuader divide su anillo en dos. Luego, Emerald Empress hace que su Ojo Esmeralda de Ekron robe toda la energía de la Batería de Energía Central, y los Cinco regresan a la Tierra para recuperar la esfera del tiempo.
Mientras tanto, Star Boy descubre la ausencia de Jessica e informa a la Liga. Los héroes se dirigen a la ubicación de la máquina del tiempo, una base militar secreta de Estados Unidos, donde los Cinco Fatales los obligan a entrar en batalla. Emerald Empress somete a la Liga de la Justicia y luego inicia su plan maestro para usar el poder de la Linterna para destruir el sol de la Tierra, aniquilar a la humanidad y así prevenir la formación de la Legión en su tiempo. En Oa, Jessica recupera su fe y determinación, y al recitar su juramento, vuelve a montar su anillo de poder. Llevada de regreso a su apartamento por el anillo, Jessica vuela a la base y evita que los Cinco Fatales escapen a su propia era al derribar a toda la base sobre ellos, matando a los supervillanos.
Superman, Jessica y Star Boy corren tras el Ojo, pero es demasiado tarde para evitar que caiga al sol. Cuando la estrella se rompe, Star Boy se sacrifica bajándose al núcleo del sol y usando sus poderes para revertir el fraccionamiento. En la escena final, cuando los miembros de la Liga de la Justicia conmemoran el heroísmo de Star Boy, se les une la Legión que ha venido del futuro para honrar a su camarada caído. Batman también le otorga la admisión a Miss Martian en la Liga por su valentía.

## Reparto
- Kevin Conroy como Batman
- George Newbern como Superman
- Susan Eisenberg como Mujer Maravilla
- Diane Guerrero como Jessica Cruz/Linterna Verde
- Daniela Bobadilla como Miss Martian
- Kevin Michael Richardson como Mister Terrific, Kilowog (sin acreditar)
- Elyes Gabel como Thomas Kallor/Star Boy
- Tara Strong como Saturn Girl, Harley Quinn (sin acreditar)
- Noel Fisher como Brainiac 5
- Sumalee Montano como Emerald Empress
- Philip Anthony-Rodriguez como Mano
- Peter Jessop como Tharok
- Matthew Yang King como The Persuader
- Bruce Timm como Dos Caras
- Tom Kenny como Bloodsport, Salaak (sin acreditar)

## Producción

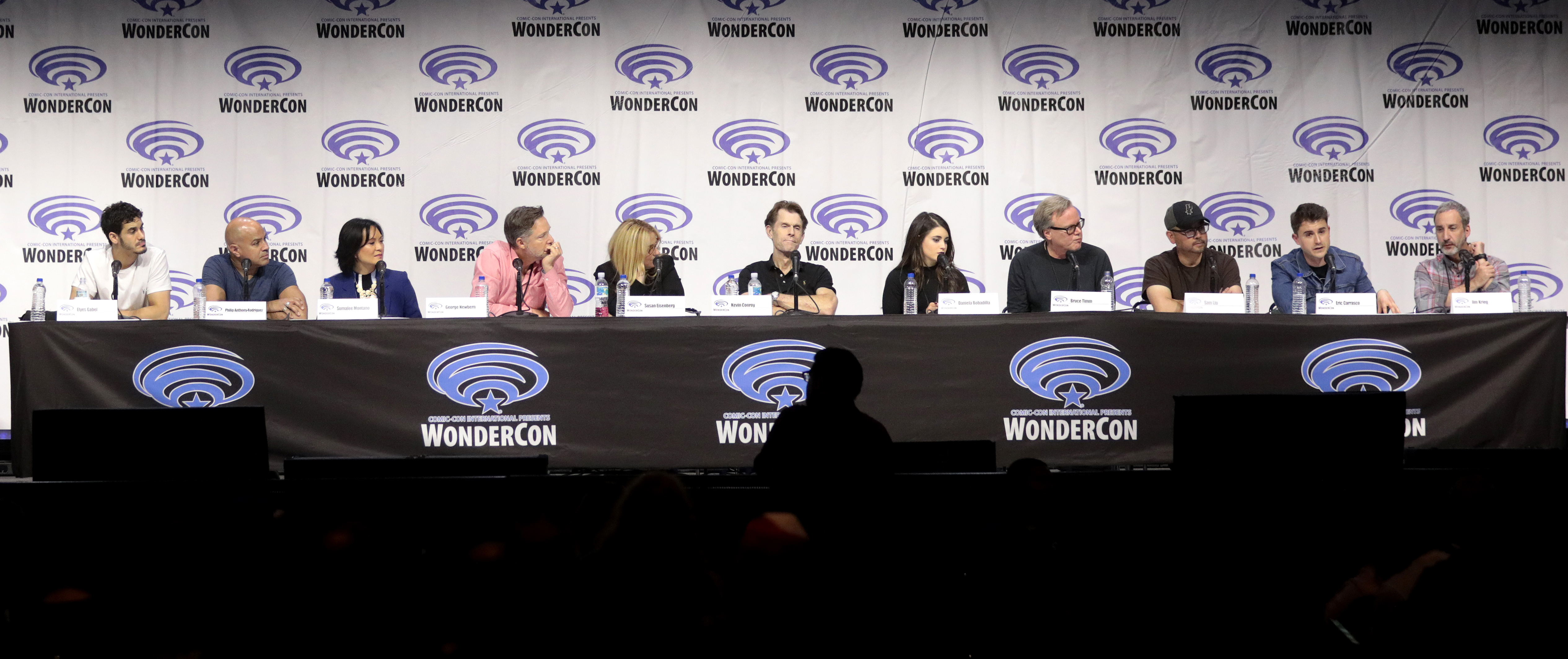
El elenco, escritores y productores de Justice League vs. Los Cinco Fatales promocionan la película en la WonderCon 2019

El director es Sam Liu, quien ha dirigido películas animadas de DC anteriores. La historia fue escrita por Eric Carrasco, en pareja con Jim Krieg y Alan Burnett. La película presenta a Kevin Conroy, Susan Eisenberg y George Newbern repitiendo sus papeles como Batman, Mujer Maravilla y Superman de Liga de la Justicia y otras producciones de DC. Originalmente, la película estaba configurada para usar el estilo artístico de Phil Bourassa y los modelos de Justice League: Crisis on Two Earths, con el elenco de voces que ya había hecho sus grabaciones. Sin embargo, para evitar confusiones con las películas de DCAMU basadas en New 52, la película utilizó los modelos de animación de Liga de la Justicia y su seguimiento, Liga de la Justicia Ilimitada. Los temas principales del título de The Adventures of Batman & Robin, Superman: The Animated Series y Liga de la Justicia Ilimitada están incluidos en la partitura de los compositores McCuiston, Ritmanis & Karter (todos exalumnos de DCAU) para representar a sus respectivos personajes.
Si bien su canonicidad con el DCAU más grande es ilimitada, el productor ejecutivo Bruce Timm considera que la película es canónica.

## Crítica
Las críticas a la película fueron en general favorables. En el sitio web del agregador de reseñas Rotten Tomatoes, la película tiene una calificación de aprobación del 100% basada en 8 reseñas, con una calificación promedio de 6.58/10.
Eric Vilas-Boas, escritor de /Film, elogió el manejo de la película de los personajes con problemas de salud mental. Roman Julian, que escribe para MovieWeb, elogió el regreso de la animación clásica de DCAU, pero criticó la "historia mediocre" de la película.

### Ventas
La película ganó 2.154.235 dólares de las ventas nacionales de Blu-ray.